# Acuerdo previo sobre precios de transferencia
Los acuerdos previos sobre precios de transferencia (APA), del inglés Advance Pricing Agreements, son uno de los métodos existentes a nivel internacional y recogido por la OCDE para establecer mediante acuerdo entre la Administración Tributaria y los contribuyentes, los precios de mercado a aplicar en operaciones entre partes vinculadas o asociadas.
En el ámbito de la tributación internacional y de los precios de transferencia de las empresas multinacionales, los acuerdos previos sobre precios de transferencia determinan, con anticipación sobre la transacción controlada, un conjunto de criterios (por ejemplo, método, comparables y ajustes apropiados a los mismos, asunciones críticas en relación con los acontecimientos futuros) para la determinación de los precios de transferencia para determinadas transacciones a lo largo de un período de tiempo fijado.

Estos acuerdos previos pueden ser unilaterales, cuando se celebran entre una sola Administración tributaria y un contribuyente y también pueden ser multilaterales, que implican en el acuerdo a dos o más Administraciones tributarias.

## Ámbito
El régimen de precios de transferencia, según la doctrina internacional en esta materia, contiene dos elementos esenciales, que son: 
- Que la determinación de los precios de mercado en una transacción entre partes vinculadas no es una ciencia exacta, pues es difícil que se den todos los elementos para encontrar el  «valor normal de mercado»,  al cual deben evaluarse estas operaciones.
- Que es recomendable disponer de instrumentos que reduzcan el riesgo y permitan llegar a un acuerdo o convenio entre las partes, dada la importancia, complejidad, incertidumbre y costes que generan este tipo de operaciones para las partes implicadas (Administraciones y entidades particulares).

La finalidad fundamental de estos acuerdos es evitar que, como consecuencia de la aplicación de diferentes criterios por parte de una o varias Administraciones, con sus correspondientes ajustes en los precios de transferencia, se produzca una doble imposición o una nula tributación de la renta derivada de las operaciones entre entidades vinculadas que se someten a la consideración de tal acuerdo. Una de las características principales de estos acuerdos es que se trata de un acuerdo anticipado, que determina el precio de mercado de operaciones mediante el consenso entre una o varias Administraciones y los contribuyentes.
Adicionalmente, estos acuerdos buscan dar seguridad jurídica a empresas con operaciones transfronterizas, minimizando riesgos de discrepancias entre empresas y Administraciones Tributarias al momento de la valoración de dichas operaciones.
Así mismo, reduce el número de exámanes fiscales con enfoque en Precios de Transferencia que las Administraciones Tributarias planifican, debido a que estos acuerdos pueden durar varios años, conforme la legislación interna de cada país, permitiendo que los funcionarios públicos con conocimientos técnicos puedan enfocarse en nuevos casos con riesgos de Precios de Transferencia.
Un fin, poco común, es el de conferir ayudas fiscales a las empresas. Los Acuerdos Previos de Precios de Transferencia se pueden traducir en ayudas fiscales al acordar metodologías o condiciones más beneficiosas para las empresas, que permiten disminuir su base fiscal en ese país, y/o trasladarla a otro con una nula carga impositiva.

## Regulación

### Ecuador
Lo sujetos pasivos que realicen operaciones con partes relacionadas y que estén sometidos a precios de transferencia, podrán efectuar una consulta al respecto, al Servicio de Rentas Internas con la finalidad de determinar dichos precios de transferencia. Para lo cual la administración tributaria promulgó la Resolución N° Resolución NAC-DGERCGC14-00001048 de fecha 1 de diciembre de 2014, que establece el procedimiento para la absolución de consultas sobre valoración previa de operaciones efectuadas entre partes relacionadas para la determinación de precios de transferencia. Además, esta resolución indica el efecto vinculante que tiene la absolución de la consulta, para el sujeto pasivo y la administración tributaria.

### España
Los acuerdos previos sobre precios de transferencias están recogidos en la legislación fiscal de España en la Ley del Impuesto sobre Sociedades y se engloban dentro del conjunto de los acuerdos previos de valoración, a los que hace referencia el artículo 91 de la Ley General Tributaria.